# Maximiano Alves

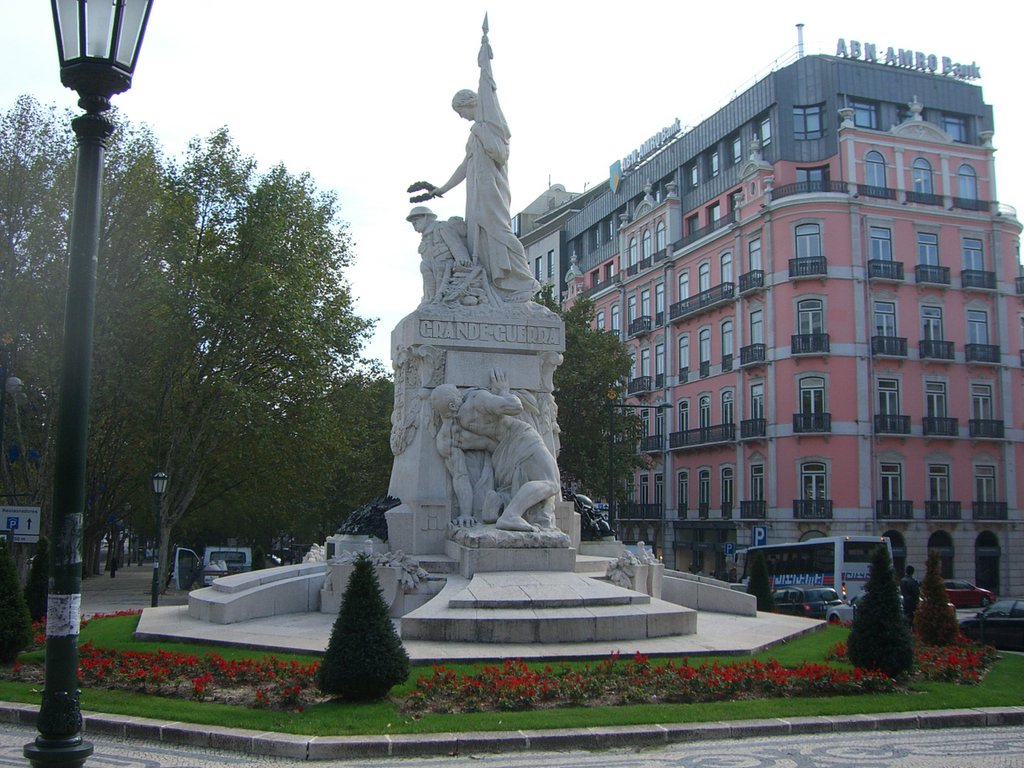
Monumento aos Mortos da Grande Guerra, Lisboa, 1931

Maximiano Alves (Lisboa, 22 de agosto de 1888-22 de enero de 1954) fue un escultor portugués.

## Datos biográficos
Era hijo de un grabador de la Casa de la Moneda de Portugal.
Concluyó  el Curso de Escultura en la  Escola de Belas-Artes de Lisboa, en 1911, habiendo sido alumno del escultor Simões de Almeida (tío) y de los pintores Luciano Freire y Ernesto Condeixa. Fue colega del escultor Francisco Franco.
Fue premiado con el grado de oficial de la Ordem de Cristo, por la participación en la concepción y ejecución del Monumento a los Muertos de la Gran Guerra.

## Exposiciones
Participó en varias exposiciones:
- Exposición Iberoamericana de Sevilla (1929)
- Exposición Internacional y Colonial de París, en 1931
- Exposición do Mundo Português, Lisboa 1940.

## Obras
Entre las mejores y más conocidas obras de Maximiano Alves se incluyen las siguientes:
- Monumento aos Mortos da Grande Guerra, Lisboa, 1931
- Fontes, en el sifón de Sacavém, 1940;
- Busto del Mariscal Carmona

- Busto de Cesário Verde, Lisboa, 1955
- Busto de D. João da Câmara, Lisboa, 1953
- Busto de Alfredo Augusto Freire de Andrade

En el Museu-Escola João de Deus
- Busto de Casimiro Freire
- Busto de Pedro Gomes da Silva

en el Museu da Marinha
- Estatua de Vasco da Gama
- Estatua de D. Manuel I
- Estatua de Afonso de Albuquerque

En el Palácio de São Bento
- Estatua de la Diplomacia, en la Sala das Sessões
- Estatua de la Justicia, en la entrada
- Busto de António Cândido, en el atrio
- Busto de Hintze Ribeiro, en el atrio

En Cabo Verde:
- Monumento al doctor António Lereno, en la ciudad de Praia

En Macao:
- Monumento al gobernador João Maria Ferreira do Amaral, 1940
- Monumento a Vicente Nicolau de Mesquita, 1940